# Tozé Martinho
Tozé Martinho, nome artístico de António José Bastos de Oliveira Martinho (Lisboa, 5 de dezembro de 1947 - Cascais, 16 de fevereiro de 2020), foi um actor e argumentista de televisão português.

## Biografia
Filho do médico António Caetano de Oliveira Martinho e da actriz Maria Teresa Guerra Bastos Gonçalves (n. 1927 - m. 2018), mais conhecida por Tareka, e irmão da escritora e professora Ana Maria Magalhães (n. 1946) e de Manuel Maria Bastos de Oliveira Martinho. Era sobrinho da escritora Isabel da Nóbrega, que viveu em união de facto com José Saramago, antes do casamento deste com Pilar del Río.
Foi cavaleiro tauromáquico praticante, frequentou cursos de Medicina Veterinária e Economia sem, contudo, os concluir. Viria posteriormente a cursar Direito, exercendo profissionalmente advocacia. Depois de uma notada participação em A Visita da Cornélia, em 1977, onde fazia par com a sua mãe, Tareka, Tozé Martinho lançou-se profissionalmente como ator, dedicando-se mais tarde ao guionismo para televisão.
A sua carreira profissional como ator começa em Vila Faia, no ano de 1982. Como guionista foi autor de Roseira Brava (1995), Vidas de Sal (1996), A Grande Aposta (1997), Todo o Tempo do Mundo (1999), Olhos de Água (2001), Amanhecer (2002), Dei-te Quase Tudo (2005), A Outra (2008) – produções em que também participou como actor. Entre as novelas acima mencionadas, séries e telefilmes, apareceu em mais de vinte produções televisivas. Nas novelas de que é autor, selecciona um grupo de actores habitual, composto por nomes como João Reis, Estrela Novais, Sinde Filipe, Tareka (sua mãe), Fernanda Serrano e Henriqueta Maia.
Para o cinema participou em filmes estrangeiros como La guérilléra, de Pierre Kast (1982), Le cercle des passions, de Claude d' Anna (1983), Tricheurs, de Barber Shroeder (1984) e Contrainte par corps, de Serge Leroy (1988). Em Portugal foi dirigido por José Fonseca e Costa em Sem Sombra de Pecado (1983).
Foi director de produção na sociedade Atlântida Estúdios (sedeada em Cascais) durante quinze anos, e director de programas durante dois anos da RTP-USA (em Newark), estação americana dependente da RTP, que produz conteúdos para a comunidade portuguesa. Foi docente da Universidade Moderna de Lisboa, onde coordenou o Curso Livre de Formação de Actores e regeu as disciplinas de Guionismo e Técnica de Televisão e Cinema.
Publicou Coisas do Dinheiro - contos (Cognítio Ed., 1983) e Dá-me Apenas Um Beijo - romance (Bertrand Ed., 2003). Em 2008 faz digressão por todo o país com a peça Boeing-Boeing, com Isabel Wolmar. 

## Vida pessoal
Foi casado com Ana Rita Mariano de Carvalho Louro, filha de Henrique Fernandes Louro e de sua mulher Rita Trigoso de Carvalho (1930 - 1991), de quem tem um filho e uma filha: 
- António Caetano Louro de Oliveira Martinho, casado com Filipa Maria Novaes de Seabra Pereira (26 de Junho de 1978), de quem tem um filho, e tem um filho de Joana de Sousa Araújo Montenegro Correia (Lisboa, 25 de Junho de 1976): 
  - António Caetano de Seabra Pereira de Oliveira Martinho
  - Gonçalo Maria Montenegro Correia de Oliveira Martinho
- Rita Louro de Oliveira Martinho, solteira e sem geração

Em 2018, o ator sofreu um AVC e não ficou totalmente recuperado. Tendo passado a usar cadeira de rodas para se movimentar.
Em novembro de 2019, Tozé Martinho sofreu uma queda, e teve ser operado, por ter partido o colo do fémur.
No dia 16 de Fevereiro de 2020, Tozé Martinho foi levado para o Hospital de Cascais, depois de se ter sentido mal, e acabou por falecer. A sua última aparição enquanto ator, na televisão, foi na série da RTP Sara, em 2018.

## Televisão
- Vila Faia RTP 1982 'Inspector Silveira'
- Gente Fina É Outra Coisa RTP 1982 'Ex-Marido de Clara'
- Origens RTP 1983 'Dourado'
- O Anel Mágico RTP 1986 'Vasco Cunha'
- Palavras Cruzadas RTP 1987 'João'
- Passerelle RTP 1988 'Pedro Beja'
- Sétimo Direito RTP 1988
- A Mala de Cartão RTP 1988 'Arturo'
- Os Homens da Segurança RTP 1988 'Filipe Sarmento'
- Ricardina e Marta RTP 1989 'Bernardo Moniz'
- A Grande Mentira RTP 1990
- A Árvore RTP 1991
- O Veneno do Sol RTP 1991 'Alberto Plácido'
- Crónica do Tempo RTP 1992 'Caçador'
- Telhados de Vidro TVI 1993 'Henrique Batalha'
- Ideias com História RTP 1993 'Gomes Freire'
- Verão Quente RTP 1993/1994 'César'
- Desencontros RTP 1995 'Dr. António Viana'
- Roseira Brava RTP 1995 'António Barbosa'
- A Grande Aposta RTP 1997 'Apresentador do concerto'
- Major Alvega RTP 1998 'Miller'
- Uma Casa em Fanicos RTP 1998/1999 'André'
- A Lenda da Garça RTP 1999 'Clemente Bastos'
- Todo o Tempo do Mundo TVI 1999/2000 'Daniel Guerra'
- Olhos de Água TVI 2001 'Padre Carlos'
- Nunca Digas Adeus TVI 2001/2002 'Lourenço de Almeida Barreto'
- Amanhecer TVI 2002/2003 'Júlio Semedo'
- Baía das Mulheres TVI 2004/2005 'Ricardo Magalhães'
- A Outra TVI 2008 'Vasco Grilo'
- Sentimentos TVI 2009/2010 'César Ramos Oliveira'
- Louco Amor TVI 2012/2013 'Filipe Pimenta'
- Sara RTP 2018 'Afonso D'Orey'

## Escritor em Televisão
- Roseira Brava RTP 1996
- Vidas de Sal RTP 1996/1997
- A Grande Aposta RTP 1997/1998
- Todo o Tempo do Mundo TVI 1999/2000
- Olhos de Água TVI 2001
- Amanhecer TVI 2002/2003
- Dei-te Quase Tudo TVI 2005/2006
- A Outra TVI 2007/2008
- Sentimentos TVI 2009/2010
- Louco Amor TVI 2012